# Надер, Абдель
Абдель Надер (англ. Abdel Nader; род. 25 сентября 1993 года, Александрия, Египет) — египетский и американский профессиональный баскетболист. На уровне колледжей выступал за Северный Иллинойс и Айова Стэйт Сайклонс. На драфте НБА 2016 года был выбран под общим 58-м номером командой «Бостон Селтикс». Играет на позиции форварда.

## Школа и колледж
Выступая за команду школы Найлс Норт Абдель в среднем набирал 23,8 очка, совершал 8,6 подбора и отдавал 2,8 результативные передачи, а его команда выиграла первый городской турнир с соотношением побед и поражений 24-6. Кроме того, школа завоевала трофей Центральной лиги Чикаго впервые за 47 лет выступлений. По итогам выступлений игрок попал в первую символическую сборную штата по версии Chicago Tribune, по результатам опроса газеты Chicago Sun-Times попал во вторую сборную 4A класса в штате, а также попал в сборную команду Чикаго по версии ESPN.

### Первый год в колледже
Надер попал в Университет Северного Иллинойса и принял участие во всех 31 матчах команды, в 29 играх выходил в стартовом составе. В среднем он набирал лучшие в команде показатели в 10,4 очка — третий показатель для новичка в Конференции MAC. Кроме того, Надер совершал 4,2 подбора, второй результат для новичка в конференции. Кроме этого, игрок совершил 21 перехват и лучший показатель в команде по блок-шотам (22), лучший показатель для новичка конференции. Дебютный матч был матчем открытия против команды Пердью, игрок набрал 9 очков и совершил четыре подбора. В 17 матчах его статистика по очкам была двузначной, в том числе три матча он закончил со статистиков 20+, а лучший в сезоне показатель в 26 очков Надер набрал в матче против Болл Стэйт. По результатам выступлений игрок попал в первую сборную новичков конференции MAC.

## Профессиональная карьера
24 июня 2016 года Надер на драфте НБА 2016 года был выбран под общим 58-м номером клубом «Бостон Селтикс». В составе новой команды принял участие в Летней лиге НБА 2016 года.
31 октября 2016 года начал выступать за клуб «Мэн Ред Клоз», представляющий Лигу развития НБА. 14 апреля 2017 года получил награду Лучшему новичку Лиги развития сезона 2016-17, став первым её обладателем не с американскими корнями, а также третьим игроком в составе «Мэн Ред Клоз», который получил данную награду. Надер в среднем набирал 21,3 очка, совершал 6,2 подбора и отдавал 3,9 результативные передачи в 40 матчах турнира, а его команда завоевала второе место в Восточной конференции с соотношением побед и поражений 29-21. Кроме хорошего процента бросков с игры (44,6), Надер также забил больше всего трёхочковых в команде (99). В Матче всех звёзд Лиги развития 2017 года, который проходил в Нью-Орлеане, игрок набрал 16 очков, совершил четыре подбора и отдал четыре результативных передач.
14 июля 2017 года Надер согласился на четырёхлетний контракт стоимостью 6 млн.долл. Дебютировал в НБА 18 октября 2017 года в матче против «Милуоки Бакс».
16 ноября 2020 года Джером был отправлен в клуб «Финикс Санз» в результате обмена с участием Криса Пола.
6 августа 2021 года Надер продлил контракт с «Санз».
10 февраля 2022 года Надер был отчислен.

## Личная жизнь
Семья Надера переехала в США, когда ему было 3 года, поэтому он называет Скоки (Иллинойс) своим родным городом. Абдель свободно говорит на арабском. Он специализировался в области гуманитарных наук в Университете штата Айова.

## Статистика

### Статистика в НБА
| Сезон                                                                                    | Команда       | Регулярный сезон | Регулярный сезон | Регулярный сезон | Регулярный сезон | Регулярный сезон | Регулярный сезон | Регулярный сезон | Регулярный сезон | Регулярный сезон | Регулярный сезон | Регулярный сезон | Серия плей-офф | Серия плей-офф | Серия плей-офф | Серия плей-офф | Серия плей-офф | Серия плей-офф | Серия плей-офф | Серия плей-офф | Серия плей-офф | Серия плей-офф | Серия плей-офф |
| Сезон                                                                                    | Команда       | GP               | GS               | MPG              | FG%              | 3P%              | FT%              | RPG              | APG              | SPG              | BPG              | PPG              | GP             | GS             | MPG            | FG%            | 3P%            | FT%            | RPG            | APG            | SPG            | BPG            | PPG            |
| ---------------------------------------------------------------------------------------- | ------------- | ---------------- | ---------------- | ---------------- | ---------------- | ---------------- | ---------------- | ---------------- | ---------------- | ---------------- | ---------------- | ---------------- | -------------- | -------------- | -------------- | -------------- | -------------- | -------------- | -------------- | -------------- | -------------- | -------------- | -------------- |
| 2017/18                                                                                  | Бостон        | 48               | 1                | 10,9             | 33,6             | 35,4             | 59,0             | 1,5              | 0,5              | 0,3              | 0,2              | 3,0              | 11             | 0              | 3,0            | 33,3           | 0,0            | 50,0           | 0,3            | 0,3            | 0,1            | 0,1            | 1,1            |
| 2018/19                                                                                  | Оклахома-Сити | 61               | 1                | 11,4             | 42,3             | 32,0             | 75,0             | 1,9              | 0,3              | 0,3              | 0,2              | 4,0              | 3              | 0              | 1,7            | 50,0           | -              | -              | 0,0            | 0,0            | 0,0            | 0,3            | 0,7            |
| 2019/20                                                                                  | Оклахома-Сити | 55               | 6                | 15,8             | 46,8             | 37,5             | 77,3             | 1,8              | 0,7              | 0,4              | 0,4              | 6,3              | 3              | 0              | 8,3            | 14,3           | 20,0           | 50,0           | 1,0            | 0,0            | 0,3            | 0,7            | 1,3            |
| 2020/21                                                                                  | Финикс        | 24               | 0                | 14,8             | 49,1             | 41,9             | 75,7             | 2,6              | 0,8              | 0,4              | 0,4              | 6,7              | 5              | 0              | 5,8            | 33,3           | 0,0            | -              | 1,0            | 0,0            | 0,0            | 0,0            | 0,8            |
| 2021/22                                                                                  | Финикс        | 14               | 0                | 10,4             | 34,3             | 28,6             | 60,0             | 1,9              | 0,5              | 0,6              | 0,3              | 2,4              | Не участвовал  | Не участвовал  | Не участвовал  | Не участвовал  | Не участвовал  | Не участвовал  | Не участвовал  | Не участвовал  | Не участвовал  | Не участвовал  | Не участвовал  |
|                                                                                          | Всего         | 202              | 8                | 12,8             | 42,8             | 35,7             | 71,8             | 1,9              | 0,5              | 0,4              | 0,3              | 4,6              | 22             | 0              | 4,2            | 30,0           | 9,1            | 50,0           | 0,5            | 0,1            | 0,1            | 0,2            | 1,0            |
| Наведите курсор мыши на аббревиатуры в заголовке таблицы, чтобы прочесть их расшифровку. |               |                  |                  |                  |                  |                  |                  |                  |                  |                  |                  |                  |                |                |                |                |                |                |                |                |                |                |                |

### Статистика в Джи-Лиге
| Сезон                                                                                    | Команда           | Регулярный сезон | Регулярный сезон | Регулярный сезон | Регулярный сезон | Регулярный сезон | Регулярный сезон | Регулярный сезон | Регулярный сезон | Регулярный сезон | Регулярный сезон | Регулярный сезон | Серия плей-офф | Серия плей-офф | Серия плей-офф | Серия плей-офф | Серия плей-офф | Серия плей-офф | Серия плей-офф | Серия плей-офф | Серия плей-офф | Серия плей-офф | Серия плей-офф |
| Сезон                                                                                    | Команда           | GP               | GS               | MPG              | FG%              | 3P%              | FT%              | RPG              | APG              | SPG              | BPG              | PPG              | GP             | GS             | MPG            | FG%            | 3P%            | FT%            | RPG            | APG            | SPG            | BPG            | PPG            |
| ---------------------------------------------------------------------------------------- | ----------------- | ---------------- | ---------------- | ---------------- | ---------------- | ---------------- | ---------------- | ---------------- | ---------------- | ---------------- | ---------------- | ---------------- | -------------- | -------------- | -------------- | -------------- | -------------- | -------------- | -------------- | -------------- | -------------- | -------------- | -------------- |
| 2016/17                                                                                  | Мэн Ред Клоз      | 40               | 40               | 33,5             | 44,7             | 34,9             | 79,4             | 6,2              | 3,9              | 1,0              | 0,8              | 21,3             | 5              | 5              | 38,6           | 38,6           | 20,6           | 78,8           | 4,8            | 4,6            | 0,8            | 0,6            | 19,4           |
| 2017/18                                                                                  | Мэн Ред Клоз      | 4                | 4                | 37,0             | 41,8             | 40,9             | 83,3             | 5,8              | 1,5              | 1,0              | 1,8              | 21,3             | Не участвовал  | Не участвовал  | Не участвовал  | Не участвовал  | Не участвовал  | Не участвовал  | Не участвовал  | Не участвовал  | Не участвовал  | Не участвовал  | Не участвовал  |
| 2018/19                                                                                  | Оклахома-Сити Блю | 3                | 3                | 29,8             | 50,9             | 26,3             | 70,0             | 6,7              | 3,7              | 1,7              | 0,0              | 24,3             | Не участвовал  | Не участвовал  | Не участвовал  | Не участвовал  | Не участвовал  | Не участвовал  | Не участвовал  | Не участвовал  | Не участвовал  | Не участвовал  | Не участвовал  |
|                                                                                          | Всего             | 47               | 47               | 33,5             | 44,9             | 34,8             | 79,0             | 6,2              | 3,7              | 1,0              | 0,9              | 21,5             | 5              | 5              | 38,6           | 38,6           | 20,6           | 78,8           | 4,8            | 4,6            | 0,8            | 0,6            | 19,4           |
| Наведите курсор мыши на аббревиатуры в заголовке таблицы, чтобы прочесть их расшифровку. |                   |                  |                  |                  |                  |                  |                  |                  |                  |                  |                  |                  |                |                |                |                |                |                |                |                |                |                |                |

### Статистика в NCAA
| Сезон | Команда          | Conf             | Class            | GP  | GS | MPG  | FG%  | 3P%  | FT%  | RPG | APG | SPG | BPG | PPG  |
| --- | ---------------- | ---------------- | ---------------- | --- | -- | ---- | ---- | ---- | ---- | --- | --- | --- | --- | ---- |
| 2011/12 | Нортерн Иллинойс | MAC              | FR               | 31  | 29 | 24,2 | 33,7 | 29,9 | 68,2 | 4,2 | 1,1 | 0,7 | 0,7 | 10,4 |
| 2012/13 | Нортерн Иллинойс | MAC              | SO               | 19  | 18 | 25,4 | 33,7 | 27,7 | 77,2 | 5,6 | 0,9 | 1,3 | 0,5 | 13,1 |
| 2014/15 | Айова Стэйт      | Big 12           | JR               | 32  | 0  | 16,4 | 40,6 | 21,7 | 76,7 | 2,9 | 0,7 | 0,4 | 0,5 | 5,8  |
| 2015/16 | Айова Стэйт      | Big 12           | SR               | 35  | 35 | 31,1 | 47,8 | 37,1 | 73,6 | 5,0 | 1,5 | 1,1 | 0,7 | 12,9 |
| Всего | Всего            | Всего            | Всего            | 117 | 82 | 24,3 | 39,1 | 30,5 | 73,1 | 4,3 | 1,1 | 0,8 | 0,6 | 10,3 |
| Нортерн Иллинойс | Нортерн Иллинойс | Нортерн Иллинойс | Нортерн Иллинойс | 50  | 47 | 24,7 | 33,7 | 28,9 | 71,7 | 4,7 | 1,0 | 0,9 | 0,6 | 11,4 |
| Айова Стэйт | Айова Стэйт      | Айова Стэйт      | Айова Стэйт      | 67  | 35 | 24,1 | 45,4 | 32,1 | 74,5 | 4,0 | 1,1 | 0,7 | 0,6 | 9,5  |
| Наведите курсор мыши на аббревиатуры в заголовке таблицы, чтобы прочесть их расшифровку Статистика приведена с сайта sports-reference.com |                  |                  |                  |     |    |      |      |      |      |     |     |     |     |      |

### Статистика в других лигах
| Сезон | Команда                  | Лига  | GP | GS | MPG  | FG%  | 3P%  | FT%  | RPG | APG | SPG | BPG | PFL | TOV | PPG  |
| --- | ------------------------ | ----- | -- | -- | ---- | ---- | ---- | ---- | --- | --- | --- | --- | --- | --- | ---- |
| 2023/24 | Саут-Ист Мельбурн Финикс | НБЛ   | 8  | 6  | 22,4 | 38,0 | 27,6 | 88,6 | 3,9 | 1,3 | 0,5 | 0,6 | 3,8 | 1,9 | 14,4 |
| Всего | Всего                    | Всего | 8  | 6  | 22,4 | 38,0 | 27,6 | 88,6 | 3,9 | 1,3 | 0,5 | 0,6 | 3,8 | 1,9 | 14,4 |
| Наведите курсор мыши на аббревиатуры в заголовке таблицы, чтобы прочесть их расшифровку Статистика приведена с сайта basketball.realgm.com |                          |       |    |    |      |      |      |      |     |     |     |     |     |     |      |